# San Nicolás de la Condesa
San Nicolás de la Condesa es una localidad del estado mexicano de Guanajuato. Es parte del municipio de Tarimoro.

## Toponimia
El nombre «San Nicolás» hace referencia al santo patrono de la localidad: Nicolás de Tolentino.

## Demografía
| Gráfica de evolución demográfica |
|                                  |

| Censo | Población |
| ----- | --------- |
| 1900  | 326       |
| 1910  | —         |
| 1921  | 469       |
| 1930  | 570       |
| 1940  | 583       |
| 1950  | 679       |
| 1960  | 780       |
| 1970  | 892       |
| 1980  | 884       |
| 1990  | 1 446     |
| 2000  | 1 220     |
| 2010  | 1 016     |
| 2020  | 1 137     |